# باک (مینه‌سوتا)
باک، مینه‌سوتا (به انگلیسی: Bock, Minnesota) یک شهر در ایالات متحده آمریکا است که در مینه‌سوتا واقع شده‌است.

## خصوصیات
باک ۰٫۳۹ کیلومترمربع مساحت و ۱۰۶ نفر جمعیت دارد و ۳۳۶ متر بالاتر از سطح دریا واقع شده‌است.